# 劉緜訓
劉緜訓（1880年—1919年），字翼若，山西省猗氏縣（今临猗县）李汉乡陈家卓人。清末民初政治人物。

## 生平
劉緜訓少学聪颖，曾于令德堂就读。光绪二十八年（1902年），入山西大学堂中斋。光绪二十九年（1903年），鄉試中舉。光緒三十年（1904年）中式甲辰科三甲第102名進士，分發以知縣用，但不愿为吏，故留学日本，入早稻田大學攻讀法政。光绪三十二年（1906年），经荣福桐主盟，景定成介绍，加入同盟會。同年，山西争矿运动爆发，留日的晋籍学生纷纷响应，劉緜訓撰《告山西父老书》，反对英国公司霸占山西煤矿。
光绪三十三年（1907年）归国省亲，充山西学务公所河东道议绅。3月，山西法政學校筹办，刘绵训获请担任監督。10月，山西同盟会创办《晉陽公報》，刘绵训任總理，批评时政，并秘密宣传革命。宣统元年（1909年），任山西諮議局議員。
次年， 山西巡撫丁寶銓以禁煙為名殘殺百姓，劉緜訓採用王用賓揭露殘殺百姓之事，在公報刊文揭露，并拒絕丁寶銓更改之命，被迫辭職。不久入京，任京師大學堂圖書館館長。
辛亥革命爆發，山西響應。太原起義後，受閻錫山之邀返省，在運城組織河東紳商議事公所。民國成立，山西省臨時議會成立，劉緜訓當選司法司司長，隨改司法籌備處處長。3月15日，阎锡山就任山西都督，成立都督府，赵戴文和刘绵训任秘书厅厅长。
民國五年（1916年）10月，孫發緒出任山西省长，成立山西地方自治促进会，刘绵训擔任副會長。次年，孫發緒被排擠離職，自治促進會也被裁撤。劉綿訓遂進京，在北京政府財政部供職。目睹時政日非，抑鬱成疾，民國八年（1919年）在北京病卒。